# Jean Duret
Pour les autres membres de la famille Duret, voir Duret.
Jean Duret, né à Paris entre le 1er janvier et le 31 août 1563, et mort dans la même ville le 30 ou 31 août 1629, est un médecin français.
Il est le fils de Louis Duret, premier médecin des rois Charles IX et Henri III. Il est frère de Charles Duret, président de Chevry et intendant des finances. Jean Duret fut membre du Collège royal puis médecin de la reine Marie de Médicis.

## Biographie
Reçu médecin le 4 septembre 1584, le palais du Louvre lui était interdit sous Henri IV. Jean Duret disait, en parlant du massacre de la Saint-Barthélemy, que la saignée était bonne en été comme au printemps. Ardent ligueur, quoique refusant l'aide de l'Espagne[réf. souhaitée], il avait dit, en présence du futur cardinal Davy du Perron qu'il fallait faire avaler à Henri IV des « pilules césariennes » (vingt-trois coups de poignard).
Il succéda à son père dans la chaire de médecine au Collège royal en 1586, place dont il se démit quatorze ans après, en faveur de Pierre Seguin.
Il fit un riche mariage après avoir sauvé la vie à la fille d'un président de la chambre des comptes ; pénétrée de reconnaissance, celle-ci la lui témoigna par le don de sa main.
En 1608, la faculté le destitua de son droit de régence pour s'être compromis avec Joseph du Chesne et Turquet de Mayerne. Deux ans plus tard, il fut nommé premier médecin de la reine.
Tallemant des Réaux mentionne que Jean Duret fit bâtir la maison du président Le Bailleul, près de l'hôtel de Guise, à Paris et que, disant l'air de Paris malsain, il fit nourrir son fils unique dans une loge de verre où il mourut ; il ajoute :

« Il ne prenoit à disner que des pressis de viande et autres choses semblables, parce, disoit-il, que l'agitation du carrosse troubloit la digestion ; mais il soupoit fort bien. Il se mit dans la fantaisie que le feu luy estoit contraire, et n'en vouloit point voir. Il sçavoit pourtant son mestier, et s'y fit riche. Les Apothicaires le faisoient passer pour fou, parce qu'il s'avisa que le jeusne estoit admirable aux malades, et que bien souvent il ne leur ordonnoit que de l'eau et une pomme cuite. »

Duret détestait le charlatanisme et l'astrologie, mais continuait à ordonner la saignée en cas de petite vérole, et cela contre l'avis du Parlement.
Selon Hugues de Salins, Duret assista à la mort de François Viète ; voici ses mots :

« Estant fort malade, le président Dolet le pria de se confesser à un prestre, et luy remonstra que s'il mouroit sans cela, sa fille ne trouveroit pas de party, comme fille d'un athée. Ce qui le fit resoudre à se confesser. Pour le medecin, il dit qu'il n'en vouloit point, si ce n'estoit Duret, à la charge qu'en ses visites, il l'entretiendroit de mathematiques, esquelles on disait qu'il estoit sçavant. »

Jean Duret mourut des suites d'une attaque d'apoplexie, le 30 ou 31 août 1629, à 66 ans.

## Publications
- Un Commentaire sur les 58 dernières prénotions coaques, lequel termine le grand ouvrage de son père, [… avec] le même attachement pour la médecine hippocratique.
- Advis sur la maladie, Paris, in-8°., 1619 et 1623. Petit ouvrage concernant les préservatifs et la curation de la peste, entrepris à l'occasion des maladies contagieuses qui ravageaient assez souvent la capitale[2].